# 谷村逸郎
谷村 逸郎（たにむら いつろう、1974年7月30日 - ）は、日本の元社会人野球選手（投手、左投げ左打ち）である。三菱ふそう川崎に所属していた。181cm、90kg。現役時代の背番号は19。

## 人物・来歴
- 兵庫県出身。佐野日大高に進学するも甲子園の出場経験は持たない。その後日大に進むも、4年時は2部リーグ、大学選手権の出場経験はない。社会人でも1年先輩の高根澤力とバッテリーを組む。
- 1997年に三菱自動車川崎（現・三菱ふそう川崎）に入社。左のスリークォーターで、中継ぎとして活躍。徐々に先発や抑えといった役割を担うことになる。
- 2002年には利き腕の左ヒジにメスを入れたが、懸命のリハビリでチームに復帰。翌年の第74回都市対抗野球大会では、チームの投手事情から抑えにまわり、準決勝を除く4試合にリリーフで登板して3勝を挙げた。決勝戦では、野村克也監督率いるシダックスが注目を集める中、4回途中からロングリリーフ。チームが7回表に逆転し、胴上げ投手となった。MVPに当たる橋戸賞を獲得した。
- 2008年までの12年間にわたって活躍、同年限りでの三菱ふそう川崎の休部に伴って引退した。
- 朋優学院高等学校硬式野球部の外部指導員を務める[1]。

## 球歴
佐野日大高（1990～1992）→日大（1993～1996）→三菱ふそう川崎（1997～2008）

## 日本代表キャリア
- 第35回IBAFワールドカップ日本代表（2003年）
- 第23回アジア野球選手権大会日本代表（2005年）

## 主な表彰、タイトル
- 第74回都市対抗野球大会橋戸賞、優秀選手賞（投手） （2003年）